# 19523 Paolofrisi
19523 Paolofrisi este un asteroid din centura principală de asteroizi.

## Descriere
19523 Paolofrisi este un asteroid din centura principală de asteroizi. A fost descoperit pe 18 decembrie 1998 la Observatorul San Vittore din Bologna. Asteroidul prezintă o orbită caracterizată de o semiaxă mare de 2,76 ua, o excentricitate de 0,13 și o înclinație de 9,0° în raport cu ecliptica.